# Sérent
Sérent település Franciaországban, Morbihan megyében. Lakosainak száma 3386 fő (2022. január 1.). Sérent Saint-Abraham, Saint-Marcel, Bohal, Saint-Guyomard, Trédion, Plumelec, Lizio és Val-d'Oust községekkel határos.

## Népesség
A település népessége az elmúlt években az alábbi módon változott:
| Lakosok száma | 2445 | 2565 | 2913 | 2962 | 3004 | 3064 | 3053 | 3089 | 3172 | 3386 |
|               | 1968 | 1982 | 2006 | 2008 | 2010 | 2013 | 2015 | 2017 | 2020 | 2022 |